# Ukrainische Eishockeyliga 2018/19
Die Saison 2018/19 war die 26. Spielzeit der ukrainischen Eishockeyliga, der höchsten ukrainischen Eishockeyspielklasse. Meister wurde zum siebten  Mal in der Vereinsgeschichte  der HK Donbass Donezk.

## Teilnehmer
Fünf der sechs Mannschaften des Vorjahres nahmen erneut teil. Neu hinzu kam mit Dnipro Cherson ein ehemaliger Teilnehmer der Liga. Der HK Wowky Browary zog von Browary nach Kiew und nannte sich in Kryschani Wowky Kiew (Eiswölfe Kiew) um, während der HK Halyzki Lewy Nowojaworiwsk auf eine erneute Teilnahme verzichtete.
| Team                      | Standort     | Spielstätte               | Kapazität |
| ------------------------- | ------------ | ------------------------- | --------- |
| HK Bilyj Bars Bila Zerkwa | Bila Zerkwa  | Bilyj-Bars-Eisarena       | 450       |
| Kryschani Wowky Kiew      | Kiew         | Ljodowa arena, Schalett 6 | 390       |
| Dnipro Cherson            | Cherson      | Favoryt-Arena             | 400       |
| Dinamo Charkiw            | Charkiw      | Saltiwskyj Lid            | 800       |
| HK Donbass Donezk         | Druschkiwka  | Altair-Eisarena           | 373       |
| HK Krementschuk           | Krementschuk | Iceberg-Eisarena          | 500       |

## Modus
Die sechs Mannschaften absolvierten in der Hauptrunde insgesamt 40 Spiele, spielten also achtmal gegen jeden anderen Verein. Die ersten zwei Mannschaften qualifizierten sich direkt für das Playoff-Halbfinale, während die verbleibenden vier Mannschaften im Playoff-Viertelfinale zwei weitere Halbfinal-Teilnehmer bestimmten. Für einen Sieg nach regulärer Spielzeit erhielt jede Mannschaft drei Punkte, für einen Sieg nach Verlängerung zwei Punkte, bei einer Niederlage nach Verlängerung gab es ein Punkt und bei einer Niederlage nach regulärer Spielzeit null Punkte.

## Hauptrunde

### Tabelle
|    | Klub                      | Sp | S  | OTS | OTN | N  | Tore    | Punkte |
| -- | ------------------------- | -- | -- | --- | --- | -- | ------- | ------ |
| 1. | HK Donbass Donezk         | 40 | 31 | 2   | 1   | 6  | 198:078 | 98     |
| 2. | HK Krementschuk           | 40 | 29 | 2   | 2   | 7  | 205:098 | 93     |
| 3. | Dnipro Cherson            | 40 | 26 | 4   | 3   | 7  | 145:069 | 89     |
| 4. | HK Bilyj Bars Bila Zerkwa | 40 | 13 | 1   | 1   | 25 | 100:164 | 42     |
| 5. | Dinamo Charkiw            | 40 | 8  | 1   | 2   | 29 | 086:160 | 28     |
| 6. | Kryschani Wowky Kiew      | 40 | 2  | 1   | 2   | 35 | 079:244 | 10     |

Sp = Spiele, S = Siege, OTS = Overtime-Siege, OTN = Overtime-Niederlage, N = Niederlagen

### Beste Scorer
Quelle: eliteprospects.com; Abkürzungen: Sp = Spiele, T = Tore, V = Assists, Pkt = Punkte, +/− = Plus/Minus, SM = Strafminuten; Fett: Turnierbestwert
| Spieler            | Mannschaft      | Sp | T  | V  | Pkt | SM | +/− |
| ------------------ | --------------- | -- | -- | -- | --- | -- | --- |
| Nikolai Kisseljow  | HK Krementschuk | 38 | 38 | 25 | 63  | 30 | +36 |
| Witalij Ljalka     | Donbass Donezk  | 36 | 30 | 29 | 59  | 44 | +37 |
| Alexei Saizew      | HK Krementschuk | 33 | 10 | 41 | 51  | 8  | +27 |
| Oleksij Worona     | HK Krementschuk | 40 | 15 | 35 | 50  | 18 | +31 |
| Iwan Sawtschenko   | HK Krementschuk | 39 | 23 | 23 | 46  | 44 | +36 |
| Illja Korentschuk  | Donbass Donezk  | 37 | 20 | 26 | 46  | 32 | +37 |
| Wiktor Sacharow    | Donbass Donezk  | 35 | 15 | 30 | 45  | 18 | +44 |
| Tymur Hryzenko     | HK Krementschuk | 39 | 20 | 24 | 44  | 20 | +32 |
| Alexander Kostikow | Donbass Donezk  | 36 | 21 | 22 | 43  | 74 | +40 |
| Kyrylo Bondarenko  | Dnipro Cherson  | 38 | 14 | 24 | 38  | 28 | +21 |

## Play-offs

### Turnierbaum
|  | Viertelfinale | Viertelfinale        | Viertelfinale |  |  | Halbfinale | Halbfinale        | Halbfinale |  |   | Finale            | Finale         | Finale |
|  |               |                      |               |  |  |            |                   |            |  |   |                   |                |        |
|  |               |                      |               |  |  | 1          | HK Donbass Donezk | 4          |  |   |                   |                |        |
|  | 4             | Bilyj Bars           | 2             |  |  | 4          | Bilyj Bars        | 1          |  |   |                   |                |        |
|  | 5             | Dinamo Charkiw       | 0             |  |  |            |                   |            |  | 1 | HK Donbass Donezk | 4              |        |
|  |               |                      |               |  |  |            |                   |            |  |   | 3                 | Dnipro Cherson | 1      |
|  |               |                      |               |  |  | 2          | HK Krementschuk   | 3          |  |   |                   |                |        |
|  | 3             | Dnipro Cherson       | 2             |  |  | 3          | Dnipro Cherson    | 4          |  |   |                   |                |        |
|  | 6             | Kryschani Wowky Kiew | 0             |  |  |            |                   |            |  |   |                   |                |        |

### Viertelfinale
|                                            | Serie | 1   | 2   |
| Dnipro Cherson – Kryschani Wowky Kiew      | 2:0   | 7:1 | 5:0 |
| HK Bilyj Bars Bila Zerkwa – Dinamo Charkiw | 2:0   | 2:0 | 3:1 |

### Halbfinale
|                                               | Serie | 1   | 2         | 3   | 4   | 5   | 6   | 7   |
| HK Donbass Donezk – HK Bilyj Bars Bila Zerkwa | 4:1   | 9:1 | 5:4       | 1:2 | 4:3 | 8:1 |     |     |
| HK Krementschuk – Dnipro Cherson              | 3:4   | 1:3 | 3:2 n. V. | 1:0 | 0:3 | 4:1 | 1:2 | 2:6 |

### Finale
|                                    | Serie | 1   | 2   | 3   | 4   | 5   | 6 | 7 |
| HK Donbass Donezk – Dnipro Cherson | 4:1   | 1:2 | 3:1 | 3:1 | 2:1 | 4:1 |   |   |